# 斯特羅德維爾 (密蘇里州)
斯特羅德維爾（英語：Stroderville）是位於美國密蘇里州開普吉拉多縣的鬼鎮。

## 歷史
斯特羅德維爾的郵局於1870年設立，其後於1889年停運。

## 地理
斯特羅德維爾所處的海拔為高於海平面121米（即397英呎），而該地所採用的時區為UTC-6，即北美中部時區（CST）。同時該地設有夏令時間，為UTC-6調快一小時，即UTC-5（CDT）。